# Krasnosielce (rejon złoczowski)
Krasnosielce (ukr. Красносільці) – wieś w obwodzie lwowskim, w rejonie złoczowskim na Ukrainie. Do 1934 w II Rzeczypospolitej miejscowość była siedzibą gminy wiejskiej w powiecie złoczowskim województwa tarnopolskiego. 
Pod koniec XIX w. na terenie gminy istniała karczma o nazwie Wydra.
W II Rzeczypospolitej wieś w powiecie złoczowskim województwa tarnopolskiego.
W 1944 nacjonaliści ukraińscy z OUN-UPA zamordowali tutaj 9 Polaków i 1 Ukraińca, sołtysa wioski.

## Położenie
Na podstawie Słownika geograficznego Królestwa Polskiego i innych krajów słowiańskich Krasnosielce to:wieś w powiecie złoczowskim, położona 12 km na południowy-wschód od sądu powiatowego, stacji kolejowej i urzędu poczty i telegrafu w Złoczowie.